# قوا انضباطية
قواي انضباطية (تركية عثمانية: قوای انضباطیه، حرفياً قوات النظام; (بالتركية: Hilafet Ordusu)‏، حرفياً جيش الخلافة) كان جيش تأسس في 18 أبريل 1920 من قبل الحكومة الإمبراطورية للدولة العثمانية من أجل القتال ضد الحركة الوطنية التركية في أعقاب الحرب العالمية الأولى. وكانت تحت قيادة سليمان شفيق باشا.

## التأسيس
استشعاراً بالوضع، كلف السلطان محمد السادس وزير حربه، شوكت سليمان باشا، بتأسيس قوة غير نظامية للقضاء على القوميين. مدركاً أنه لم يعد يستطيع الاعتماد على لقب «سلطان» وحده للتأثير على الشعب التركي، اعتبر أنه من الضروري استخدام لقب «خليفة» الخالد والروحي لقائد الجيش – مصوراً بذلك القوميين بأنهم ليسوا أعداء السلطنة فقط ولكن أيضًا أعداء الله. دعم البريطانيين قواي انضباطية بهدف تنفيذ السياسة البريطانية في المنطقة وتحقيق الاستقرار في بقايا الدولة العثمانية. بدعم من البريطانيين، بدأ السلطان حرباً دعائية في جميع أنحاء البلاد. وحث الأتراك إلى حمل السلاح ضد قوميو الجنرال كمال، الذين قدموا كأعداء لله.

## الحل
هزيمة جيش الخليفة، كعلامة على نهاية نفوذ السلطان في تركيا، أنهت الحرب الأهلية وبشرت ببداية حرب الاستقلال ضد الاحتلال.